# Nazionale femminile di pallacanestro del Montenegro
La nazionale di pallacanestro femminile del Montenegro, selezione delle migliori giocatrici di pallacanestro di nazionalità montenegrina, rappresenta il Montenegro nelle competizioni internazionali di pallacanestro femminile organizzate dalla FIBA ed è gestita dalla Federazione cestistica del Montenegro.
Il ranking FIBA è da considerarsi provvisorio, vista l'entrata dal 2009 nelle competizioni internazionali

## Storia

### Nazionale della RSF Jugoslavia (1935-1991)
Fino alla disgregazione della Repubblica Socialista Federale di Jugoslavia il Montenegro ha fatto parte della nazionale femminile jugoslava.

### Nazionale di Serbia e Montenegro (1992-2006)
Nel periodo dal 1991 al 2006, ha partecipato alle competizioni internazionali come nazionale della Confederazione di Serbia e Montenegro.

### Nazionale montenegrina (dal 2006)
La selezione del Montenegro si è formata nel 2006, in conseguenza della ottenuta indipendenza della nazione.
Fino ad adesso, è riuscita a partecipare solamente ai Campionati europei, dove vanta 7 presenze.

## Piazzamenti
Europei
- 2011 - 6°
- 2013 - 9°
- 2015 - 7°
- 2017 - 16°
- 2019 - 12°

- 2021 - 12°
- 2023 - 8°
- 2025 - 15°

## Formazioni

### Europei
Campionato europeo femminile di pallacanestro 20114 Knežević, 5 Škerović, 6 DeForge, 7 Baletić, 8 Jovanović, 9 Aleksić, 10 Dubljević, 11 Bjelica, 12 Perovanović, 13 Turčinović, 14 Popović, 15 Milutinović,        All. Miodrag Baletić
Campionato europeo femminile di pallacanestro 20134 Bajić, 5 Škerović, 6 DeForge, 7 Baletić, 8 Popović, 9 Aleksić, 10 Dubljević, 11 Bjelica, 12 Perovanović, 13 Turčinović, 14 Jovanović, 15 Ćulafić,        All. Miodrag Baletić
Campionato europeo femminile di pallacanestro 20154 Raković, 5 Škerović, 6 Jovanović, 7 Popović, 8 Vučetić, 9 Aleksić, 10 Dubljević, 11 Bjelica, 12 Perovanović, 13 Pašić, 14 Vujović, 15 Robinson,        All. Momir Milatović
Campionato europeo femminile di pallacanestro 20174 Matović, 5 Škerović, 6 Vučetić, 7 Popović, 8 Milošev, 9 Aleksić, 10 Raković, 11 Mujović, 12 Perovanović, 13 Pašić, 14 Jovanović, 15 Robinson,        All. Roberto Íñiguez
Campionato europeo femminile di pallacanestro 20195 Pašić, 6 Vučetić, 7 Popović, 8 Živković, 9 Aleksić, 11 Mujović, 12 Jakšić, 13 Kovačević, 14 Jovanović, 19 Lazarević, 23 Matović, 25 Johnson,        All. Jelena Škerović
Campionato europeo femminile di pallacanestro 20211 Dubljević, 5 Pašić, 8 Živković, 9 Aleksić, 10 Raković, 11 Mujović, 12 Jakšić, 13 Kovačević, 19 Lazarević, 25 Leković, 30 Jovanović, 34 Gatling,        All. Jelena Škerović
Campionato europeo femminile di pallacanestro 20232 Mack, 3 Kovačević, 4 Živaljević, 5 Pašić, 7 Radonjić, 8 Živković, 11 Mujović, 21 Bigović, 23 Vučetić, 24 Šćepanović, 25 Leković, 35 Jovanović,        All. Jelena Škerović
Campionato europeo femminile di pallacanestro 20253 Kovačević, 4 Živaljević, 5 Pašić, 7 Radonjić, 10 Baošić, 14 Ilić, 21 Bigović, 23 Vučetić, 24 Baošić, 25 Leković, 35 Jovanović, 88 Bulajić,        All. Jelena Škerović

## Nazionali giovanili
- Selezioni giovanili della nazionale di pallacanestro femminile del Montenegro